# 浏阳市第一中学
28°09′05″N 113°37′32″E / 28.1513101°N 113.6255247°E
浏阳市第一中学，或简称浏阳一中，是一所位于中华人民共和国湖南省浏阳市的全日制公办中学。校址在浏阳市区的浏阳文庙上。其前身为1929年创办的浏阳公学，1949年更名为浏阳县第一中学，浏阳撤县建市后，学校同步更名为浏阳市第一中学，并于2002年成立浏阳一中教育集团，学校建制亦延续至今。浏阳一中也是湖南省示范性中学之一。

## 历史
民国18年（1929年），浏阳县长魏明道于浏阳县城创建浏阳公学，分为男校区和女校区，其中男校区在浏阳县城关磨石街蜈蚣岭红十字会旧址，而女校区则在柴家巷原迎佛寺甲种女子师范旧址。民国25年（1936年）秋季，学校改为简易乡村师范，在中国抗日战争期间，为躲避兵燹，学校一度外迁到县境东隅的沔江、小板桥等地:679。民国34年（1945年）恢复县立初中建制，后附设简易师范部:679。
1949年下期，中国人民解放军占领浏阳县城后，学校由新成立的浏阳县人民政府接管，并更名为浏阳县第一中学:677。1953年9月，学校简易师范部并入湘潭师范学校。1955年，浏阳一中开始举办高中部:678。1963年9月，该校获评为湖南省重点中学:617。在1966年至1976年文化大革命期間，該校的教師曾遭到批鬥、正常教學秩序遭到嚴重破壞:668。
1976年，文革結束，学校進入到新的發展階段。1977年秋，普通高等學校招生考試恢復，在校學生人數增長:668。1993年，浏阳撤县建市，学校因此同步更名为浏阳市第一中学:41。1996年，浏阳一中重新获评为湖南省重点中学。2002年4月22日，浏阳一中教育集团成立:617，同年，浏阳市第十五中学并入浏阳一中，并组建了浏阳一中的艺术学校:604。

## 校园环境
浏阳市第一中学校址在浏阳市区淮川街道圭斋东路81号。校園內有綜合服務大樓、体艺馆、科學館及圖書館等教學設備。校内環境幽雅，多亭台楼阁及花木，为湖南省级“园林式单位”之一:617。其中浏阳文庙、嗣同新算学社等古典建筑为浏阳一中具有代表性的建筑。浏阳文庙创建于南宋嘉定元年（1208年），原址在浏阳县东门外红狮桥，后于清朝嘉庆二十三年（1818年）迁址。清道光二十三年（1843年）增建崇圣祠、大成殿等建筑:749-750。1950年以后，文庙被用作该校的校址:678。1983年，湖南省人民政府公布文庙为省级文物保护单位，1991年，文庙转设为浏阳市博物馆。
嗣同新算学社原名奎文阁，始建于清道光二十三年（1843年），清光绪二十三年（1897年），浏阳文人谭嗣同、唐才常在文庙开设新算学社，为中国近代史上第一所兼学西方自然科学知识的学校，1898年9月，因戊戌变法失败而关闭，1996年，嗣同新算学社被湖南省人民政府公布为省级文物保护单位。

## 现况

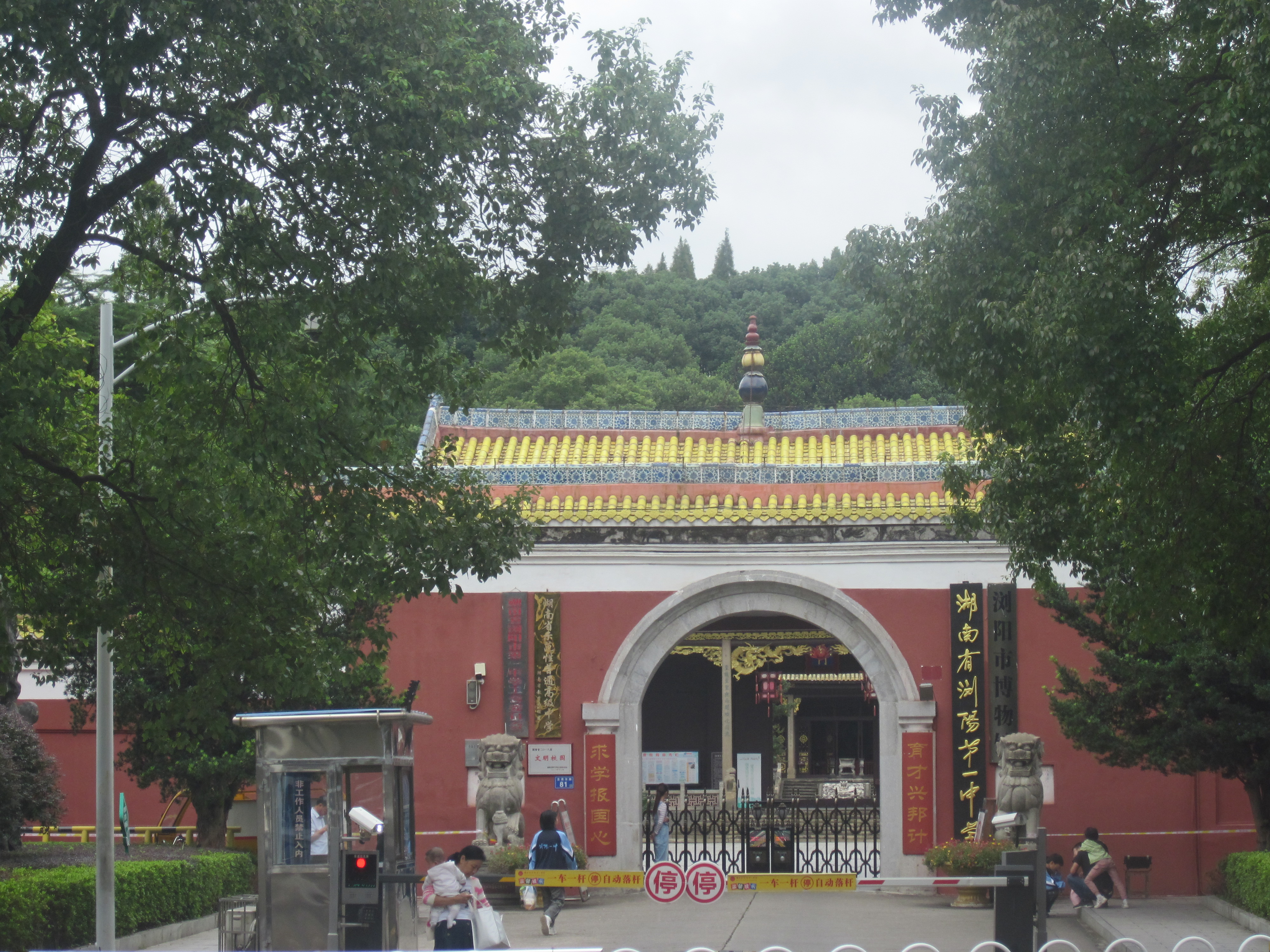
浏阳市第一中学的大门

浏阳市第一中学的校训是“崇德、尚志、勤奋、创新”:617。校歌是《我们要做新时代的栋梁》。學校主要面向所在地瀏陽市招收初中畢業生，但也向湖南以外的省份招收学生；作為湖南省屬重點中學，瀏陽一中的錄取分數線高於同縣市其他高級中學，其培養的學生中也不乏考入北京大學及清華大學等重點高校者。因教学质量较高，该校在1996年前曾拥有提前招生、招收高水平教师的资格，后因为浏阳市府均衡发展全市高级中学政策的需要而取消。
除高中生外，浏阳市第一中学教育集团旗下的艺术学校还开设初中班，以招收拥有艺术专长的学生为主。一中教育集团下的国有民办学校新民学校也曾拥有初中部:617，但在2006年停止招生。

## 知名校友
中共中央总书记胡耀邦，中國人民解放軍開國上將杨勇早年皆在浏阳一中的前身浏阳县立初级中学就读。其中胡耀邦还曾担任學校篮球队的队长，并于1985年为学校题写了校名:617。